# Lepidosauria
Lépidosauriens
Super-ordre
Ordres de rang inférieur
- Rhynchocephalia
- Squamata

Les Lepidosauria (ou les Lépidosauriens) sont un super-ordre de Sauropsides issu des Lépidosauromorphes. C'est le groupe-couronne des Sphenodons (membres des Rhynchocéphales) et des Squamates actuels (lézards, serpents, iguanes, etc.).

## Taxonomie
Le terme Lepidosauria est formé sur le grec ancien signifiant « lézard à écailles ».

## Description
Les Lépidosauriens se différencient des autres reptiles par plusieurs traits, tels que des écailles kératineuses qui peuvent se chevaucher.
Ils se distinguent des Lépidosauromorphes plus basaux notamment par le développement d'une conque sur l'os carré, qui permet l'existence d'un tympan dans l'oreille (un trait perdu chez les Sphenodons, mais présent chez les premiers Rhynchocéphales), ainsi que par le développement d'un processus sur les os frontaux du crâne.

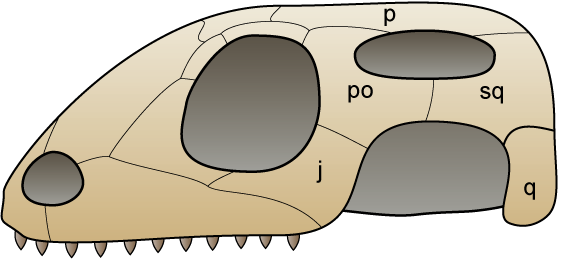
Dessin schématique d'un crâne de squamate montrant la disposition des principaux os.

## Histoire évolutive
Les premiers Lépidosauriens seraient apparus au début du Trias, il y a plus de 240 millions d'années.

## Liste des ordres
Selon BioLib (8 avril 2021) :
- Rhynchocephalia Williston, 1925 -- Sphenodons
- Squamata Oppel, 1811 -- Tous les autres reptiles actuels à l'exclusion des tortues et des crocodiliens.